# Stephan Dierichs
Stephan Dierichs (* 1959 in Weimar) ist ein deutscher Schauspieler, Synchronsprecher, Hörbuchproduzent und Sachbuchautor.

## Leben
Nach einer Lehre zum Elektromonteur und Beleuchter arbeitete er an der Komischen Oper in Berlin. Von 1982 bis 1986 absolvierte Dierichs ein Schauspielstudium an der Hochschule für Schauspielkunst „Ernst Busch“ in Berlin mit Diplom. Er arbeitete sowohl an Theatern in verschiedenen deutschen Städten als auch für Film und Fernsehen. Ab 1984 hatte er ein Engagement am Theater der Freundschaft und danach bis 1986 am Maxim Gorki Theater in Berlin. Von 1986 bis 1991 war er am Volkstheater Rostock engagiert. Auch an den Freien Kammerspiele Magdeburg sah man Dierichs von 1991 bis 1993.
Bei seinem vierjährigen Aufenthalt in der Toskana leitete er von 1993 bis 1997 den Weinbaubetrieb Az. Agr. Vignano in Marcialla.
Seit 2000 reist Stephan Dierichs mit der Promotiontour Die Weinlesung durch Deutschland. Dabei macht er mit Wein, Gebräuchen und Literatur über Wein bekannt: Es gibt über 16 Themenbereiche von der Toskanischen- über die Kriminalistische- bis zur Weihnachtsweinlesung. Er betreibt auch ein Tonstudio für Hörbuchaufnahmen.

## Filmografie, TV und Theater (Auswahl)
| - „Ihr seid ein Greenhorn Sir“, Rolle: Winnetou, Regie: Frieder Kranz - „Gavroche“, Rolle: franz. Revolutionär, Regie: Herrmann Schein - „Match“, Rolle: Junge/ Volkspolizist, Regie: Wolfgang Krempel - „Sinulia“, Rolle: Bauarbeiter, Regie: Klaus Manchen - „Heinrich IV“, Rille: div. Rollen, Regie: Peter Radestock - „Die Aula“, Rolle: Professor, Regie: U.D. Jessen - „Was Ihr wollt“, Rolle: Antonio, ua., Regie: Peter Radestock - „Die kleine Seejungfrau“, Rolle: Meerkönig, Regie: Axel Richter - „Redentiner Teufelsspiel“, Rolle: Teufel, Regie: U.D. Jessen - „Der Nachbar“, Rolle: von Puttbus, Regie U.D. Jessen - „Kirschgarten“, Rolle: Jascha, Regie: Axel Richter - „Ivanow“, Rolle: Lebedew, Regie: Axel Richter - „Lulu“, Rolle: Kung Poti / fraz. Journalist, Regie: Klaus Noak - „Das Schwitzbad“, Rolle: Triumphanschikow, Regie: Luise Frost - „Linie 1“, Rolle: Schlucki, Leichi, uam., Regie: Manfred Gorr - „Das Sparschwein“, Rolle: Champbourcy, Regie: Axel Richter - „Nathan der Weise“, Rolle: Klosterbruder, Regie: Axel Richter - „Dreigroschenoper“, Rolle: Peachum, Regie: Heinz Klevenow - „Medea“, Rolle: Jason, Regie: Achim Lemke - „Tango“, Rolle: Schlemihl, Regie: Peter Lange - „Don Juan“, Rolle: Sganarelle, Regie: Axel Richter - „Minna von Barnhelm“, Rolle: Tellheim, Regie: Klaus Noak - „Der zerbrochene Krug“, Rolle: Ruprecht, Regie: Axel Richter - „Michael Kohlhas“, Rolle: Luther, Hexe, uam., Regie: Wolf Bunge - „Der Klassenfeind“, Rolle: Türke, Regie: Jörg Richter | - 1998: „Liebe Marlene“, Regie: Werner Masten, Rolle: Tobias Erler, SAT 1 Serie - 1998: „Ich bin kein Mann für eine Frau“, Rolle: Hajo Marquardt, Serie ZDF - 1999: „Zurück auf Los“, Regie: Pierre Sanoussi-Bliss, Rolle: Leichenwagenfahrer - 2000: „Der Preis der Schönheit“, Regie: Vera Loebner, Rolle: Polizist, Nova Film SAT 1 - 2000: „In aller Freundschaft“, Regie: Peter Schneider, Rolle: Bernd Zimmer, Serie ARD - 2001 bis 2003: „Streit um Drei“, Regie: Hundhammer, Rolle: u. a. Ernst Rütger, ZDF - 2001: „Schwester Stefanie“, Regie: Werner Masten, Rolle: Anesthesist, SAT 1 Serie - 2002: „Hundsköpfe“, Regie: Karsten Laske, Rolle: Bauer Holger, ORB/ZDF - 2006: „Die Lieferung“, Regie: Toby Wider, Rolle: Herr Anon, Kammeradiplom UdK Berlin - 2007: „Weimarer Morde“, Regie: Heinrich Billstein, Rolle: Verhörer, Dokumentation WDR - 2011: „Der böse Onkel“, Regie: Urs Odermatt, Rolle: Dr. Jacobi, Nordwest Film AG |

## Bücher
- Mit dem Traktor durch die Toskana, Verlag andere Buchhandlung, Rostock 2000
- Historische Gast-Häuser und Hotels Brandenburg, Hoffmann Verlag 2006
- Historische Gast-Häuser und Hotels Thüringen, Hoffmann Verlag 2007
- Historische Gast-Häuser und Hotels Berlin, Hoffmann Verlag 2011